# The F.B.I. (televisieserie)
The F.B.I. is een Amerikaanse televisieserie uitgezonden door ABC van 1965 tot 1974 en geproduceerd door Quinn Martin.

## Verhaal
De serie is deels gebaseerd op de theaterfilm  The FBI Story (1959) en vertelt de originele of bedachte verhalen van actuele FBI-dossiers maar steeds met fictieve persoonsnamen. Efrem Zimbalist, Jr. speelde inspecteur Lewis Erskine, een weduwnaar wiens vrouw overleed in een hinderlaag die voor hem bedoeld was. Philip Abbott speelde Arthur Ward, de directeursassistent van FBI-baas J. Edgar Hoover. Hoewel Hoover als adviseur voor de serie werkte tot zijn dood in 1972, is hij nooit in de serie in beeld geweest.
Stephen Brooks speelde inspecteur Jim Rhodes, de assistent van Erskine in het eerste en het tweede seizoen. Lynn Loring speelde de rol van Barbara, inspecteur Erskine's dochter en de vriendin van Rhodes in enkele van de eerste afleveringen. Ondanks dat het koppel snel verloofd was in de serie, werd deze romantische inbreng gestopt.
In 1967 werd Brooks vervangen door oudgediende William Reynolds die de rol van speciale agent Tom Colby speelde tot 1973. De serie haalde de hoogste kijkdichtheid in deze periode met de tiende plaats in de lijst van het seizoen 1970–1971. In het laatste seizoen speelde Shelly Novack speciale agente Chris Daniels.
Sommige afleveringen eindigden met een "meest gezocht"-deel begeleid door Zimbalist, zeggende wie de F.B.I.'s meest gezochte criminelen van de dag waren. het meest bekende en beruchte ogenblik was in de serie na de aflevering van 21 april 1968, wanneer Zimbalist vroeg naar informatie over de voortvluchtige James Earl Ray. Hij werd gezocht voor de moord op Martin Luther King.
De serie kwam in Amerika op de televisie om 20u op zondag van 1965 tot 1973 en toen vervroegd naar 19u30 met het laatste seizoen. De serie was een coproductie van Quinn Martin Productions en Warner Bros. Television. Warner Bros. had de televisie- en theaterrechten voor elk project gebaseerd op The FBI Story. Het was de langst lopende serie van alle Quinn Martin-televisieseries met negen seizoenen.

## Today's F.B.I.
Een vernieuwde versie van de serie werd Today's F.B.I., geproduceerd door David Gerber voor Columbia Pictures Television, uitgezonden op ABC van oktober 1981 tot april 1982 op dezelfde tijd als de vorige versie. Er werd een remake gemaakt van de originele versie door Ron Howard voor Fox waarvan de uitzending gepland was voor de herfst 2008 maar de serie werd nooit uitgezonden.

## Dvd's
Warner Bros. (onder het Warner Home Video-label) heeft alle negen seizoen uitgebracht van The F.B.I. op dvd via hun Warner Archive Collection.
| DVD naam                  | Afleveringen | Datum             |
| ------------------------- | ------------ | ----------------- |
| The First Season, Part 1  | 16           | 24 mei 2011       |
| The First Season, Part 2  | 16           | 2 augustus 2011   |
| The Second Season, Part 1 | 16           | 14 februari 2012  |
| The Second Season, Part 2 | 13           | 14 februari 2012  |
| The Third Season, Part 1  | 16           | 11 september 2012 |
| The Third Season, Part 2  | 11           | 11 september 2012 |
| The Fourth Season, Part 1 | 13           | 26 februari 2013  |
| The Fourth Season, Part 2 | 13           | 26 februari 2013  |
| The Fifth Season, Part 1  | 13           | 4 juni 2013       |
| The Fifth Season, Part 2  | 13           | 4 juni 2013       |
| The Sixth Season          | 26           | 15 oktober 2013   |
| The Seventh Season        | 26           | 25 februari 2014  |
| The Eighth Season         | 26           | 10 juni 2014      |
| The Ninth Season          | 23           | 23 september 2014 |